# Seyni Oumarou
Seyni Oumarou, född 1950, var Nigers regeringschef från 7 juni 2007 till 23 september 2009.